# Asclepias nyctaginifolia
Asclepias nyctaginifolia ist eine Pflanzenart aus der Gattung Seidenpflanzen (Asclepias) aus der Unterfamilie der Seidenpflanzengewächse (Asclepiadoideae). Sie kommt in den südwestlichen USA und im nördlichen Mexiko vor.

## Beschreibung

### Erscheinungsbild und Blatt
Asclepias nyctaginifolia wächst als niedrige, ausdauernde krautige Pflanze, die Wuchshöhen von 15 bis 20 cm (bzw. 10 bis 40 cm, ausnahmsweise auch bis 60 cm) erreicht. Die relativ schlanken, fein flaumig behaarten Stängel aufsteigenden oder auch liegenden, stehen an der Basis dicht zusammen und verzweigen sich wenig oberhalb der Basis. Die gegenständig angeordneten Laubblätter sind in Blattstiel und Blattspreite gegliedert. Der Blattstiel ist 1 bis 3 cm lang. Die Spreitenbasis ist breit stumpfwinklig oder gerundet und läuft ziemlich abrupt keilförmig in den Blattstiel aus. Die häutige, dunkelgrüne, einfache Blattspreite ist bei einer Länge von 6 bis 10 cm und einer Breite von 2 bis 4 cm eiförmig bis fast rhomboidal mit einem stumpfen oder auch zugespitzten oberen Ende. Beide Blattflächen sind fein flaumig behaart, besonders die Unterseite. Die Blattränder sind meist wellig.

### Blütenstand und Blüte
Die Blütezeit reicht im Heimatgebiet von Mai bis August. Die nahezu ohne Blütenstandsschaft seitenständig an einigen der oberen Knoten (Nodien) stehenden Blütenstände enthalten nur wenige Blüten. Die etwa 2 cm langen Blütenstiele sind steif und fein flaumig behaart.
Die vergleichsweise großen, zwittrigen Blüten sind radiärsymmetrisch und fünfzählig. Die fünf fein flaumig behaarten Kelchblätter sind bei einer Länge von etwa 4 mm  eiförmig-lanzettlich nur an ihre Basis verwachsen. Die fünf Kronblätter sind meist weit zurückgebogen, die Kronzipfel sind 12 bis 14 mm (12 bis 16 mm) lang. Sie sind grünlich gelb gefärbt, außen mit einem Stich ins Purpurfarbene. Das kurz konisch, etwa 0,5 mm hoch und 1 mm breit gestielte Gynostegium ist hell grünlich-cremefarben. Die staminalen Nebenkronzipfel sind bei einer Länge von 8 bis 11 mm (etwa 1 cm) und am oberen Ende einer Breite von 2 bis 3 mm eiförmig oder länglich und an ihrer Basis gerundet. Der obere Rand der staminalen Nebenkronzipfel ist gerundet und sehr leicht wellig. Sie überragen damit das Gynostegium um 4 bis 7 mm. Die inneren Sekundärfortsätze sind hornförmig und fast völlig mit den staminalen Nebenkronzipfeln verwachsen; lediglich ein zugespitzter, zahnähnlicher, etwa 1 mm langer Vorsprung ist noch frei und sind etwas kürzer als die staminalen Nebenkronzipfel. Der Griffelkopf ist breit-konisch zulaufend, ungefähr 2 mm lang und 3 mm breit.

### Frucht und Same
Die aufrecht, auf gebogenen Stielen stehenden Balgfrüchte sind bei einer Länge von 3 bis 5 cm und einem Durchmesser von 1,5 bis 3 cm dick spindelförmig und oben kurz gespitzt. Sie sind fein flaumig behaart oder kahl. Der Same ist nicht bekannt.

## Synökologie
Asclepias nyctaginifolia ist eine wichtige Nahrungspflanze für die Raupen des Edelfalters Danaus gilippus.

## Vorkommen
Asclepias nyctaginifolia kommt nur in den südwestlichen US-Bundesstaaten Arizona, Kalifornien und New Mexico sowie im nordmexikanischen Bundesstaat (Bundesstaat Sonora) vor.
Sie wächst dort entlang Erosionsrinnen, temporären Wasserläufen, Quellen, Senken, Hängen und Grasland sowie in lichten Wäldern und auch entlang von Straßen durch die Wüste. Asclepias nyctaginifolia gedeiht in Höhenlagen zwischen 500 und 2000 Meter.